# Hymenocallis franklinensis
Hymenocallis franklinensis là một loài thực vật có hoa trong họ Amaryllidaceae. Loài này được Ger.L.Sm., L.C.Anderson & Flory mô tả khoa học đầu tiên năm 2001.